# Валицкио (Мачерата)
Валицкио је насеље у Италији у округу Мачерата, региону Марке.
Према процени из 2011. у насељу је живело 15 становника. Насеље се налази на надморској висини од 533 м.